# 抱一下
《抱一下》（英語：Big Hug），是公視人生劇展系列作品，為單元劇形式的電視電影。2014年8月15日(五)晚間十點公視HD、2014年8月24日(日)晚間十點在公視13頻道播出。
本劇由執導過客家電視台青春校園連續劇三隻小蟲的好故事工作坊導演何昕明自製，Duncan、海倫清桃、鍾政均、陳彥壯、張昌緬、張羽翎、謝杉杉等人主演。即將於2014年8月15日（週五）晚間十點於公視HD播出，2014年8月24日（週日）晚間十點於公視主頻13台播出。全劇於2014年5月20日於花蓮市開鏡，31日殺青。

## 劇情大綱
曾經在香港入選奧運代表隊的風浪板選手阿泰（Duncan周群達飾），在黯然引退之後，回到故鄉花蓮以採玫瑰石為業。在海邊，阿泰遇見了同樣想拋開過去，重拾人生的台越混血女子阮阮（海倫清桃飾），兩人約好共組家庭，阿泰更將阮阮腹中的孩子小海（張羽翎飾）視如己出。十年之後，阮阮對兩人始終未登記的非正式關係感到焦慮，想像力豐富的小海，也因為出現「幻想朋友」的心理症狀，而遭同學排擠。面對日漸沉重的現實壓力，阿泰對當初的承諾感到厭倦，開始私下與前女友藕斷絲連，打算離開家人，去香港找工作。阿泰的弟弟小樹（鍾政均飾）是個創作歌手，因比賽失利回鄉，他看穿阿泰的逃避心態，性格不和的兩兄弟屢屢發生衝突。阮阮努力維繫著這個搖搖欲墜的家，卻不幸意外車禍，成了植物人。小樹對大嫂始終心懷不捨與憐惜，在矛盾的情愫與照顧阮阮的艱困情境中，他試圖重新找回創作歌曲的靈感。至於阿泰，面臨這個突如其來的考驗，他必須要下定決心面對過去，承擔挑戰，才能帶領這個家度過難關......

## 演員陣容

### 主要演員
| 演員           | 角色   | 介紹 |
| 周群達         | 阿泰   | 前香港奧運風浪板選手 年少時期在香港度過風光的職業運動選手時期，卻因傷黯然引退，回到故鄉花蓮。他答應給阮阮一個家，卻遲遲不願與她登記結婚。發覺自己厭倦當初的承諾之後，就迷上在海底採玫瑰石的工作，逃避現實，忘卻初衷。 |
| 海倫清桃       | 阮至柔 | 阿泰之妻 台越混血，溫柔笑容中，掩藏著絕口不提的過往傷痛以及神秘的過去。在大地震裡失去所有親人，渴望一個家。害怕被遺忘，習慣用錄音機記錄生活。充滿想像力，經常和小海說世界各地的神話。                                 |
| 鍾政均         | 小樹   | 創作歌手 各大電視歌唱比賽的常客，為了搏取評審注意他的歌聲，假稱自己是擁有天生好歌喉的阿美族原住民。比賽失利，鍛羽歸鄉之後，與阿泰時常發生爭執，對認真持家的大嫂有著難言的心疼與情愫。                                 |
| 陳彥壯（壯壯） | 谷哥   | 飯店老闆 熱心、海派的谷哥，是阿泰的小學同學，也是阿泰一家人的好朋友。谷哥總是無條件地援助阿泰一家的經濟困境，心中，有份不為人知的愛。                                                                                 |
| 張昌緬         | 美雲   | 阿泰的前女友，現居香港的貴婦 相對於阿泰在挫折後選擇返鄉，美雲則一直留在香港打拼。十年辛苦的歲月，讓她以為她掌握了自己的人生，對舊情人的人生處境，與其說是舊情復燃，不如說是有分施捨的好強。                           |
| 張羽翎         | 小海   | 阮阮的孩子 阿泰和阮阮相識時，阮阮的肚子裡已經有了小海。從小，小海就知道阿泰不是她的親生爸爸。獨生女的寂寞與不安全感，使她有了一個幻想朋友－－她的「妹妹」，小雨。在她的世界裡，任何風景，只要相信，就會看見。         |
| 謝杉杉         | 小雨   | 小海的幻想妹妹 只有小海看得見的妹妹，是小海的玩伴。小樹、阮阮都願意接受小海對她的一番想像，只有阿泰不相信她的「存在」。                                                                                               |

### 其他演員
| 演員   | 角色 | 介紹                                                                                         |
| 李英宏 | 警察 | 小海班導的先生，同情李家人的際遇，相信阮阮會好轉，所以遲遲沒有將小海作為個案通報社會局處理。 |
| 曾馨文 | 溫蒂 | 小海班導，察覺小海有幻想朋友症狀，很替她擔心。                                               |

## 製作團隊
- 監　　製：張朝晟
- 製作協調：朱慕蓉
- 製作人：林曉菁、何昕明
- 編　　劇：馬克明、何昕明
- 導　　演：何昕明
- 副　　導：吳珮綺
- 場　　記：莊玉婷
- 製　　片：鄭人碩
- 執行製作：蔡佳靜
- 製作助理：余秉翰
- 攝影師　：王順民
- 潛水攝影：曾光永
- 潛水攝影助理：張貽丞
- 攝影助理：林易偉　陳寬
- 燈光師　：莊勝欽
- 燈光助理：黃志銘　邱彥翔
- 場務領班：黃子毓
- 場務助理：張家竣  周群達
- 海上救護：廖宜堂
- 美術指導：翁定洋
- 美術陳設：謝明仁　張哲魁
- 造型師　：姚君
- 化妝師　：楊煥彰
- 髮型師　：曹瀞文
- 服裝管理：林千茹
- 服裝助理：陳縵君
- 劇照　　：施佑倫
- 製作協力：李潔如
- 剪接師　：潘秋燕
- 片頭題字：盧銘琪
- 片尾及海報設計：莊玉婷
- 音樂　　：柯智豪
- 成音製作：杰瑞錄音室
- 製作：好故事工作坊有限公司

## 電視劇歌曲
| 曲別   | 歌名   | 演唱者         | 作詞   | 作曲   | 歌詞 |
| 片頭曲 | 玫瑰石 | 鍾政均         | 柯智豪 | 柯智豪 | 終於明白 該結束等待 東方藍色大海 今日依舊澎湃 放下傷懷 別再不理不睬 生命浮沈流轉 是否用心對待 用心對待 讓自己喝下 滿腔的怒火 悲傷的淚水 我是一顆不動的石頭 讓自己喝下 命運的作弄 時間的考驗 我是一顆不動的石頭                                                     |
| 片尾曲 | 抱一下 | 鍾政均／汪琇眉 | 柯智豪 | 柯智豪 | 擁抱只是暫時的溫柔 太多情感最後只是錯過放手 擁抱只是淺淺的相守 再多溫度永遠只是一種交流 啊 一種交流 擁抱只是暫時的溫柔 太多情感最後只是錯過放手 擁抱只是淺淺的相守 再多溫度永遠只是一種交流 啊 一種交流 沒想過會辜負所託 回頭又會不堪承受 只想要躲回那熟悉的擁抱中 |